# Przepuklina udowa
Przepuklina udowa (łac. hernia femoralis) – występująca częściej u kobiet. Wrota stanowi pierścień udowy głęboki. Worek przepuklinowy może następnie kierować się przez kanał udowy do rozworu odpiszczelowego, po przejściu którego może być wyczuwalny pod skórą górnej i przyśrodkowej powierzchni uda.